# Geografía del Archipiélago de San Andrés, Providencia y Santa Catalina

Las islas en relación con la costa más cercana, la de Nicaragua.

Las islas en relación con el resto del territorio colombiano.

El archipiélago de San Andrés, Providencia y Santa Catalina es un grupo de islas del mar Caribe pertenecientes a Colombia, conformando el único departamento de este país sin territorio continental. Este conjunto de islas, cayos e islotes se localiza sobre una plataforma mediterránea del Caribe sur occidental, a unos 720 km del noroeste de la costa colombiana y a 110 kilómetros de la costa nicaragüense.

## Fisiografía

Islas, cayos y bancos que componen el Archipiélago de San Andrés y Providencia.

Las tres islas principales del archipiélago, de mayor a menor tamaño: San Andrés, Providencia y Santa Catalina. Juntas suman un área de 44 kilómetros cuadrados.

El territorio del archipiélago, que posee una extensión total de 350.000 km², se localiza al noroccidente  de Colombia en Centroamérica en las coordenadas 12° 35' 37" y 14° 42' de latitud norte y 81° 40' 49" y 81° 43' 13" de longitud oeste, adentrándose en el sector centro-occidental del mar de las Antillas. Esta condición causa que Colombia tenga fronteras marítimas con Costa Rica, Nicaragua, Honduras, Jamaica, Haití y República Dominicana. La extensión de la tierra firme emergida de islas, cayos e islotes suma 52,5 km², lo que lo hace el departamento más pequeño de Colombia en lo que a superficie terrestre se refiere, pero el de mayor extensión en cuanto a superficie marina. Las dos islas principales presentan relieves y constitución de rocas diferentes.
El archipiélago está compuesto de los siguientes elementos:
- Islas:

San Andrés (26 km²)
Providencia (17 km²)
Santa Catalina (1 km²)
- Cayos e Islotes:

Albuquerque
Cayo del Norte (North Cay )
Cayo del Sur (South Cay)
Acuario (Rose Cay)
Bayley
Basalt
Bolívar (Courtown Cays)
Cayo Arena
Cayo del Este (East Cay)
Cayo del Oeste (West Cay)
Brothers
Cangrejo (Crab Cay)
Córdoba (Haynes Cay)
Easy
Grunt
Palm
Rocoso (Rocky Cay)
Santander (Cotton Cay)
Serrana
Southwest Cay
Serranilla
Cayo Beacon (Beacon Cay)
Cayo Este (East Cay)
Cayo Medio (Middle Cay)
West Breaker
Sucre (Johnny Cay)
- Bancos:

Alicia
Quitasueño
Nuevo
Cayo Bajo (Low Cay)
Roncador
Cayo Roncador
Rosalinda*
* Aunque el banco Rosalinda físicamente hace parte del archipiélago, no es administrado por Colombia.

### Isla de San Andrés

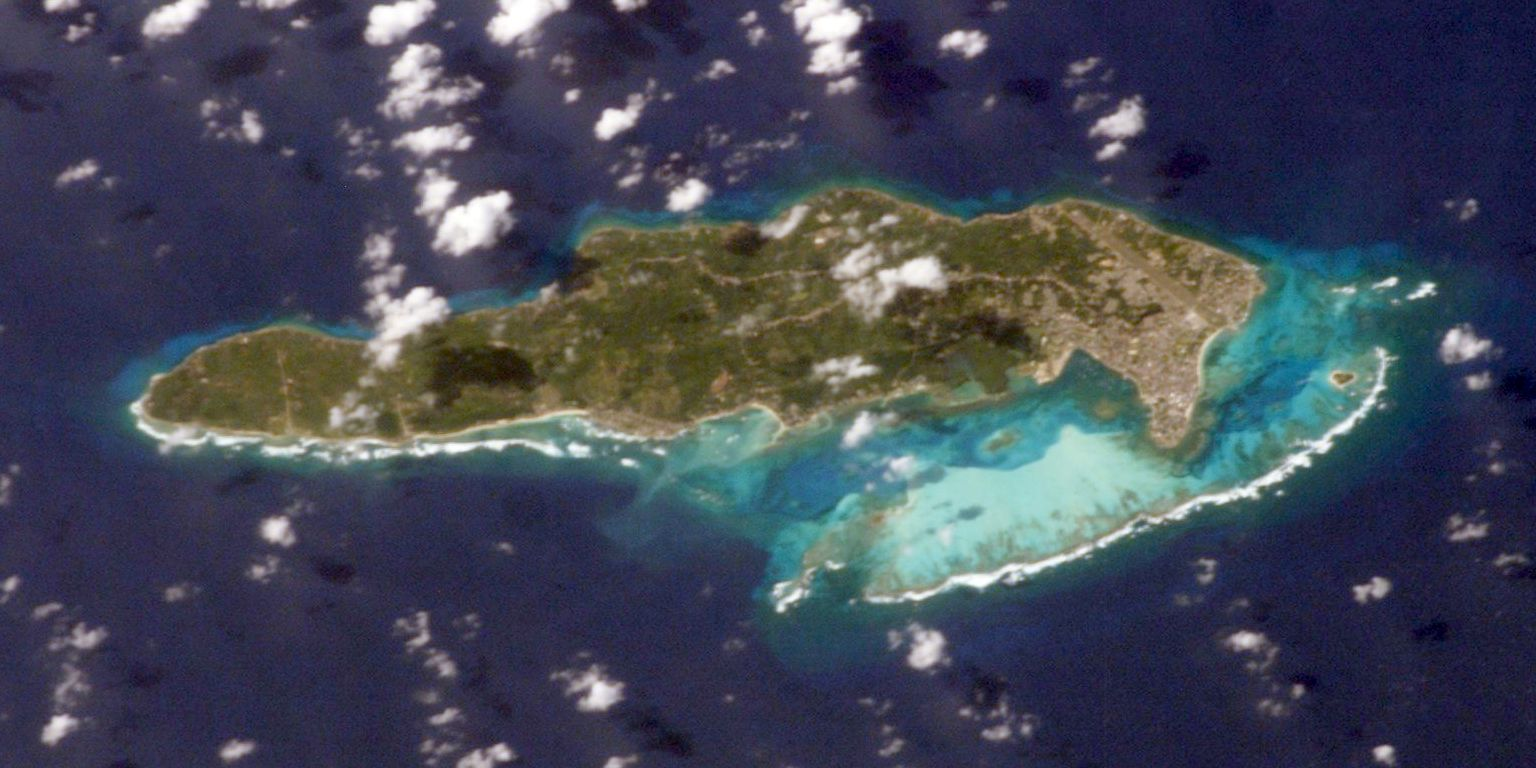
Isla de San Andrés desde el espacio.

La isla de San Andrés está conformada por una serranía longitudinal de norte a sur con bosques cocoteros cuya elevación máxima es de 85 ms, una colina llamada "La Loma". San Andrés es producto de sedimentos calizos recientes y su extensión total de norte a sur es de 13 kilómetros, mientras de este a oeste tiene 3 kilómetros de extensión.

### Isla de Providencia

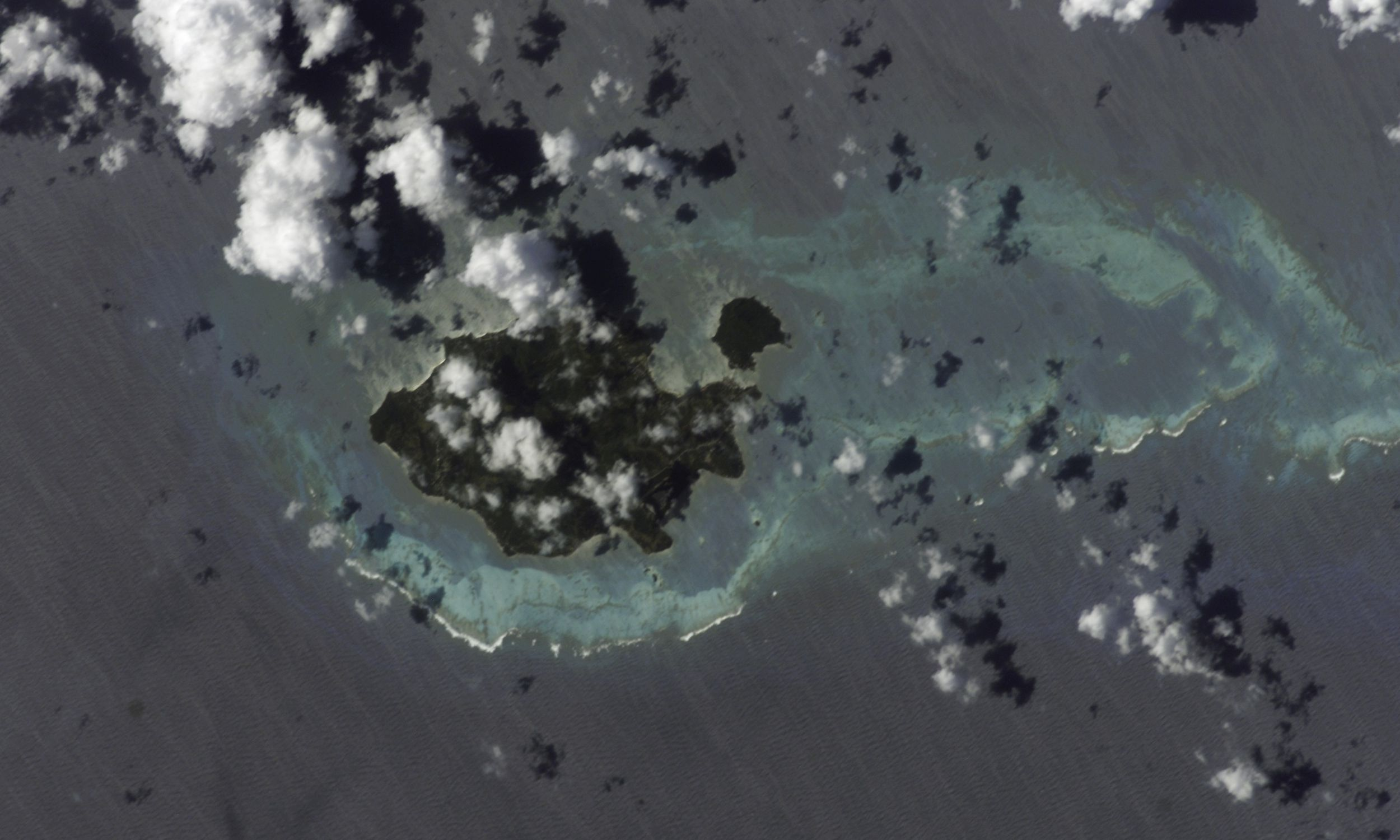
Islas de Providencia y Santa Catalina desde el espacio.

Providencia es de relieve de colinas con elevaciones hasta de 550 m sobre el nivel del mar, como el Alto Pick en la parte central de la isla. La isla es producto de un volcán andesítico extinguido durante el período del mioceno medio y superior.  Cuenta con un embalse construido en el sector de Bahía Agua Fresca (Fresh Water Bay) y Scheiler Quintero. La isla tiene una dimensión de 7 kilómetros de largo por 4 de ancho.

### Isla de Santa Catalina
También de origen volcánico, Santa Catalina, separada de Providencia por un canal de 150 m de ancho llamado "Canal Aury", es relativamente quebrada y su altura máxima es de 133 m sobre el nivel del mar.

### Cayos
Los cayos son pequeños afloramientos de arrecifes coralinos formados principalmente por arenas calcáreas, algunas veces con vegetación de cocoteros y yerbas altas.

## Hidrografía
El archipiélago en general carece de corrientes de agua dulce, excepto la isla de Providencia; por tal motivo tiene gran importancia las aguas subterráneas que son aprovechadas al máximo. En la actualidad, la isla de San Andrés cuenta con una planta desalinizadora que surte parcialmente del líquido a la población.

## Clima
Por su localización en la zona intertropical, el archipiélago se caracteriza por las altas temperaturas que registran un promedio anual de 27,3 °C. La influencia de los vientos alisios, que soplan del noreste, determina en parte las épocas lluviosas que comienzan en el mes de mayo, y alcanzan su máximo en los meses de octubre y noviembre prolongándose hasta diciembre; durante estos meses se registra el 80 % de la lluvia anual, que en promedio es de 1700 mm. Las altas temperaturas y los vientos se conjugan en un clima cálido semihúmedo. A pesar de estar ubicada en al abierto del mar Caribe, no es frecuente que el Archipiélago esté en el curso de huracanes y tormentas tropicales, sin embargo ello no la pone por fuera de las consecuencias de los mismos.